# Los Montesinos
Los Montesinos – gmina w Hiszpanii, w prowincji Alicante, we wspólnocie autonomicznej Walencja, o powierzchni 15,05 km². W 2011 roku liczyła 5203 mieszkańców.